# Cristóbal Gómez de Sandoval y de la Cerda
Cristóbal Gómez de Sandoval-Rojas y de la Cerda, I duque de Uceda, I marqués de Cea, V marqués de Denia, caballero de la orden de Santiago (Denia, 1581-Alcalá de Henares, 31 de mayo de 1624), político español. Sucedió a su padre, el duque de Lerma como valido de Felipe III.

## Biografía

### Primeros años
Fue el cuarto hijo —el primero varón— del Francisco Gómez de Sandoval y Rojas, I duque de Lerma, y sucesor de éste como valido de Felipe III, y de Catalina de la Cerda, Camarera mayor de la reina Margarita de Austria. Su fecha de nacimiento no es del todo clara, fijándola los historiadores entre 1577 y 1581; tampoco hay unanimidad sobre el lugar de su nacimiento. Fue su ayo y maestro Juan Bautista Acevedo, que posteriormente sería obispo de Valladolid y presidente del Consejo Real.
Casó en 1597 con Mariana de Padilla Manrique, hija de Martín de Padilla Manrique, I conde de Santa Gadea y Adelantado Mayor de Castilla y Luisa Manrique de Lara, VIII condesa de Buendía. El matrimonio tuvo siete hijos, tres de los cuales llegaron a la edad adulta:
- Luisa Gómez de Sandoval-Rojas y Padilla se casa con Juan Alonso Enríquez de Cabrera, IX almirante de Castilla y duque de Medina de Rioseco.
- Isabel Gómez de Sandoval-Rojas y Padilla se casa con Juan Téllez Girón, IV duque de Osuna, marqués de Peñafiel y conde de Ureña.
- Francisco Gómez de Sandoval-Rojas y Padilla, sucesor del título, se casó con Felicce Enríquez de Cabrera y Colonna, hija de los almirantes de Castilla y duques de Medina de Rioseco.[5]

En 1609 compró Uceda y sus alquerías y el 16 de abril de 1610 recibiría el título de duque de Uceda de manos del rey. Para entonces ya era duque de Cea y marqués de Belmonte, entre otros títulos. Hubiese heredado el mayorazgo de Lerma si no hubiese fallecido antes que su padre.

### Valimiento

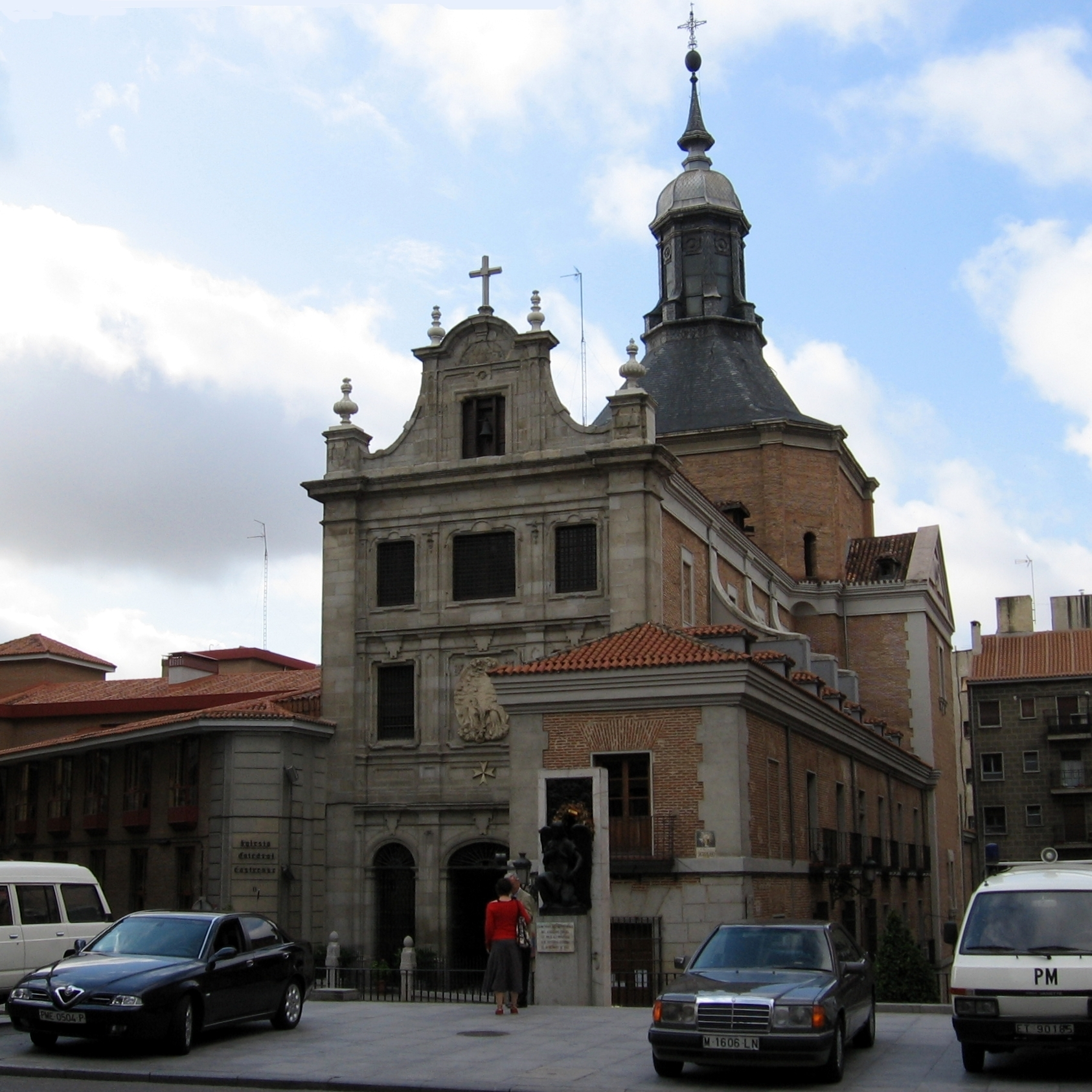
Iglesia del antiguo convento del Santísimo Sacramento fundado por el duque de Uceda en 1615 en Madrid. Actualmente es la iglesia arzobispal castrense.

La familia tenía una larga tradición de asociación a la Casa Real, pero el gran ascenso social y político se dio gracias al valimiento del padre de Uceda, el duque de Lerma. Los primeros oficios cortesanos los desempeñó el hijo al abrigo del padre. Fue menino del príncipe Felipe. Luego —al menos desde 1612— fue gentilhombre de cámara y mayordomo mayor de la princesa Isabel y de los infantes Carlos, Fernando y María (desde 1615). En la casa del rey desempeñó dos codiciados oficios: sumiller de Corps y caballerizo mayor.
En cuanto a los cargos, en 1603 comenzó su carrera en la corte al ser nombrado capitán general de la caballería, lo que conllevaba su incorporación al Consejo de Guerra. Poco a poco se hizo un hueco en la corte donde logró la confianza de rey, con el objetivo de suplantar en la privanza a su propio padre. Los motivos pueden rastrearse en la influencia de su primo Pedro Fernández de Castro y Andrade, conde de Lemos, sobre su padre, o el distanciamiento con su padre tras la muerte de su madre, Catalina de la Cerda. Para ello se unió al enemigo de su padre, el confesor del rey, padre Luis de Aliaga.
La carrera de Lerma decae en 1618 por su gran impopularidad, presionado por diversos problemas relacionados con la corrupción y las disputas familiares para acceder al poder, para evitar problemas judiciales obtuvo del papa Paulo V el 26 de marzo el capelo cardenalicio como cardenal de San Sixto, lo que suponía ser apartado de oficios de palacio además que obligaba al rey a rendir pleitesía a un alto cargo de la Iglesia. Finalmente su caída se produjo el 4 de octubre con la exigencia del rey de su retirada forzosa a Lerma.
El duque de Uceda suplió en el cargo a su padre, aunque tuvo un papel menos determinante que su antecesor. Se aseguró como él los influyentes cargos cortesanos de Sumiller de Corps y Caballerizo mayor, que le garantizaban el acceso permanente a la persona del monarca tanto dentro de palacio como fuera de él, aunque sus responsabilidades en el gobierno fueron mucho más restringidas que las que había ostentado su padre, según quedó constancia en la cédula dirigida al Consejo de Estado el 17 de noviembre de 1618. De hecho, cercenó la función de coordinación de los Consejos que realizaba el valido, al mismo tiempo que liberaba a los Consejos de la obligación de informar al valido y, por tanto, de su sometimiento. 
En política interior, su gobierno tendió a beneficiar a la nobleza terrateniente, en especial perpetuar su clan familiar en el poder. No solventó los problemas económicos del país, heredados del mandato de su padre y consecuencia de su afán por satisfacer a una camarilla ávida de privilegios. 
En política exterior, ordenó la actuación de los tercios para sofocar la rebelión de Bohemia, provocada por la intolerancia católica de los Habsburgo y acercó la postura del rey a una anexión de Portugal. 
El 31 de marzo de 1621 fallecía Felipe III, su hijo, ya rey, Felipe IV dispuso que Uceda no le asistiese en vestirse, lo que requería como sumiller de corps. Cuando el nuevo rey se avino a recibirle, le ordenó dejar los despachos y la llaves de su cargo. Más tarde dispuso que Baltasar de Zúñiga y Velasco recibiera los despachos. La caída de Uceda fue seguida de la privación del principado de Bisignano, el destierro de la corte y la retirada a Uceda en 23 de abril, y finalmente en mayo, su arresto en el castillo de Torrejón de Velasco y se le impuso una onerosa multa de veinte mil ducados por las apropiaciones indebidas. Se le embargaron algunos bienes y rentas al ser acusado de corrupción. Posteriormente obtuvo el indulto real, intentando resarcirlo con el nombramiento de virrey de Cataluña. Sin embargo, un nuevo proceso le llevó a ser encarcelado en la prisión de Alcalá de Henares, donde falleció el 31 de mayo de 1624.

## El palacio de Uceda

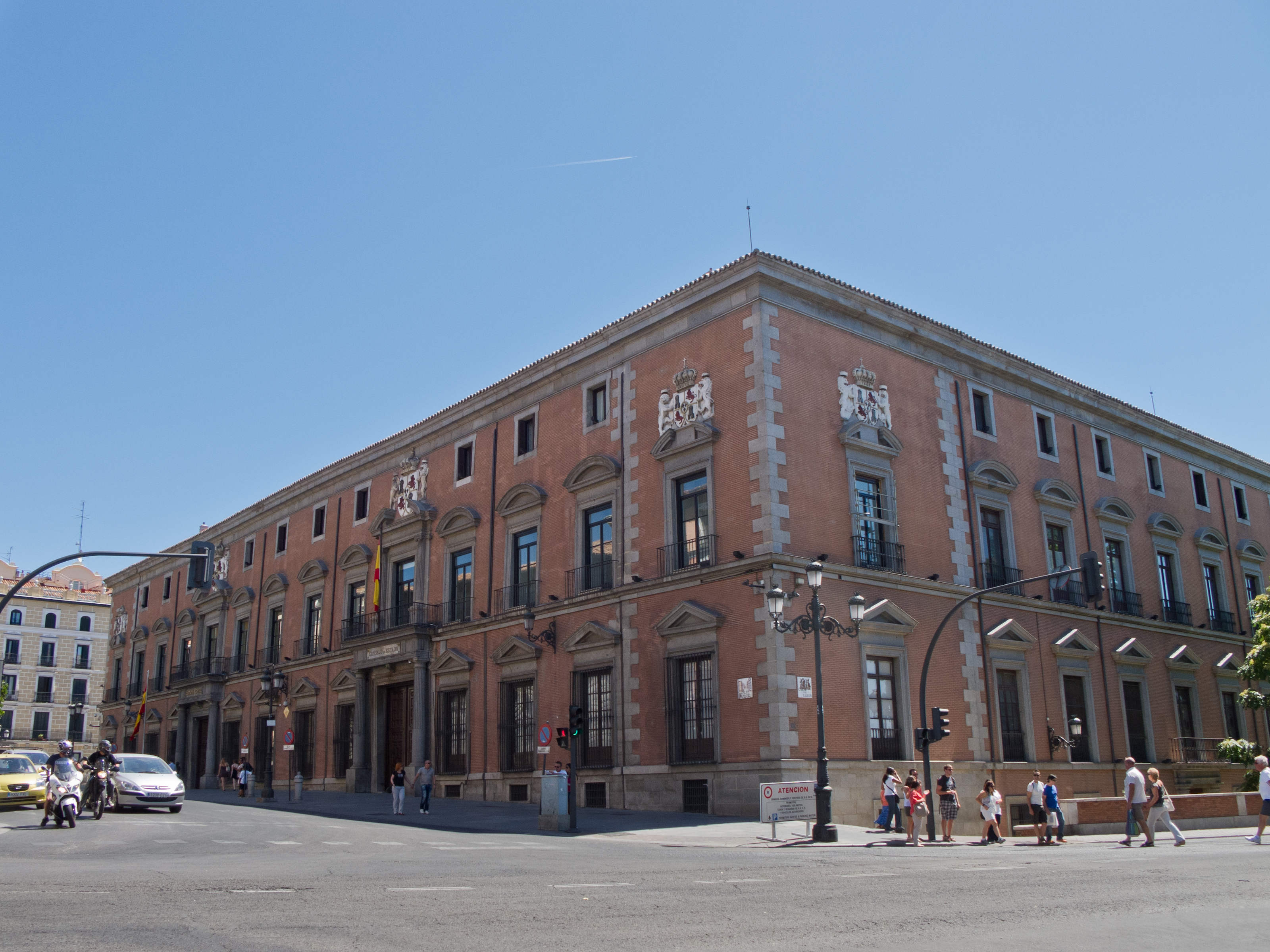
Palacio de Uceda o de los Consejos, situado en la calle Mayor de Madrid.

Una de las obras más destacadas de su gobierno fue la construcción del Palacio de los Consejos o del duque de Uceda, diseñado por Francisco de Mora, aunque las obras las dirigiera Juan Gómez de Mora y Alonso Turrillo, de 1608 a 1613. 
Situado en pleno Madrid de los Austrias en la calle Mayor esquina con la calle Bailén, es un edificio representativo de la arquitectura palaciega del siglo XVII. Fue el palacio Ducal de Uceda, pero a su caída, fue adquirido a censo reservativo por la corona y en él vivió y murió la reina madre Mariana de Austria, cuyo retrato, con tocas de viuda, se conserva en una de sus salas.
En 1701, a la llegada de Felipe V a Madrid, decide sacar todas las oficinas del Alcázar y llevarlas al Palacio de Uceda, llamado desde entonces de los Consejos. En 1834 se suprimieron todos los Consejos menos el de Estado y este se instala en el palacio, junto con el Tribunal Supremo.
Actualmente, es la sede del Consejo de Estado.

## Títulos, órdenes y empleos

### Títulos
- I Duque de Uceda.[15]
- I Marqués de Cea.[15]

### Órdenes
- Orden de Santiago
  -  Comendador de Hornachos.[15][16][7]
  -  Comendador de Caravaca.[15][16][7]
  -  Comendador de Monreal[17][7]
  -  Comendador de Bolaños.[17][7]
  -  Caballero.[15]

### Empleos
- Sumiller de Corps del Rey[15][7]
- Caballerizo Mayor del Rey.[15]
- Sumiller de Corps del Príncipe.[15]
- Mayordomo mayor del Príncipe.[15]
- Caballerizo mayor del Príncipe.[15][7]
- Gentilhombre de Cámara del Rey.[7]
- Alcaide de la Alhambra de Granada.[15][7]